# Estrella (mexikói sör)
Az Estrella (nevének jelentése: „csillag”) Mexikó egyik legrégebb óta gyártott söre. A pilzeni típusú, világos, könnyed aromájú sör alkoholtartalma 4,0%.
Gyártása 1890-ben kezdődött a Juan E. Ohrner által alapított guadalajarai Cervecería Estrella főzdében, de van olyan forrás, amely szerint 1900-ban jelent meg a piacon. Az itt gyártott sör Mexikó történetének második lager típusú, alsó erjesztésű söre volt. 1954-ben az üzemet felvásárolta a Grupo Modelo.

## Az Estrella Jalisco
Az Estrella Jalisco a Estrella 2016 óta az Amerikai Egyesült Államokban forgalmazott, 1910 óta létező változata. Bár jelvénye ugyanaz a hatágú, sárga–fehér csillag, de csomagolása kicsit eltér a „sima” Estrelláétól, és alkoholtartalma is fél százalékkal magasabb: 4,5%. A Jalisco nevet onnan kapta, hogy eredetileg Jalisco állam fővárosában (Guadalajarában) gyártották, igaz, 2016-ban Zacatecasban is elkezdték gyártani.